# Champagne Drappier
Le champagne Drappier est une maison de Champagne fondée en 1808. Elle exerce l'activité de négociant manipulant, dont le siège est à Urville (Aube).

## Histoire
La maison est dirigée depuis sa fondation par la famille Drappier. Elle a traversé les siècles et témoigne d’un enrichissant héritage familial. En effet, il ne serait point exagéré de dater la naissance du champagne Drappier au XIIe siècle. Tout commence lorsque Saint Bernard arrivé en provenance de l’abbaye de Cîteaux, décida en 1116 de gérer le vignoble d’Urville. Ce dernier fit rayonner de manière sans précédent en important de Bourgogne, l’ancêtre du pinot, le fameux morillon noir. Le succès de la production lui permit d’installer plusieurs caves en Hexagone dont une en Urville. À la mort du Saint Homme en 1153, le commerce de vin atteint le chiffre de 600 000 litres. Mais, à la suite de la révolution française, Napoléon érigea en prison l’Abbaye de Clairveaux et les caves d’Urville sont transformées en presbytère au XIXe siècle. Se trouvant tout à côté des caves, la famille Drappier les acheta et s’y installa juste après la Seconde Guerre mondiale (plus précisément en 1958). L’arbre généalogique remonte à Rémy Drappier en 1604 qui devient comme Nicolas Ruinart, marchand drapier à Reims. La maison est fondée par un de ses descendants, François Drappier, qui s’installe à Urville en 1805 et commence à exploiter un vignoble trois ans plus tard, en 1808,.
En 1988, la maison de champagne Drappier fait l'acquisition de profondes caves creusées dans la craie de Reims sous Napoléon III, au 11 rue Goïot à Reims. 
La maison est dirigée ensuite par André Drappier. Michel Drappier, qui est le dirigeant actuel, a trois enfants : Hugo, Charline et Antoine, qui sont la huitième génération de la famille présente sur le domaine de 2016 à 2018.

## Vignoble
Le champagne Drappier se compose d’un vignoble de 57 ha en exploitation dont la majorité à Urville, dont un tiers en culture biologique.
La maison cultive 70 % de pinot noir, 15 % de chardonnay et 15 % de pinot meunier. Située sur la montagne de Reims, un complément d'approvisionnement de chardonnay de Cramant et de pinots noirs est réalisé sur une surface 35 ha.

## Vinification
L'élevage des champagnes s’effectue depuis 1958 dans des caves construites selon la tradition en 1152 par les moines de Clairvaux sous la direction du cistercien Bernard de Clairvaux qui fait édifier à Urville une annexe de l'abbaye de Clairvaux. Ces abris souterrains sont complétées depuis 1991 par des caves creusées dans la craie de Reims.
Opposée à l’utilisation excessive de soufre, la maison Drappier produit une cuvée "Brut nature sans soufre", elle pratique les doses les plus faibles de la profession pour cette dernière, (0,002 % contre 5 % en moyenne),. Ce faible sulfitage donne aux champagnes Drappier des couleurs plus naturelles dans des ors riches, voire cuivrés.

## Cuvées
La maison produit 1,5 million de bouteilles par an. Elle produit des contenants de toutes les tailles, du quart de bouteille (0,2 L) au Melchizédec (30 L).
Les cuvées sont :
- Champagne Carte d'Or brut : (90 % de pinot noir, 5 % de chardonnay, 5 % de pinot meunier)[12] ;
- Champagne Blanc De Blancs Signature ;
- Champagne Rosé ;
- Champagne Grande Sendrée[13] : (55 %, 45 %, 0 %)[14] ;
- Champagne Grande Sendrée Rosé ;
- Champagne Brut Nature ;
- Champagne Brut Nature Sans Soufre ;
- Champagne Brut Nature Rosé ;
- Champagne Charles De Gaulle : (90 %, 5 %, 5 %) qui rappelle que le champagne Drappier était le préféré du général de Gaulle[15] ;
- Champagne Millésime Exception ;
- Champagne Quattuor ;
- Marc de Champagne.

## Galerie

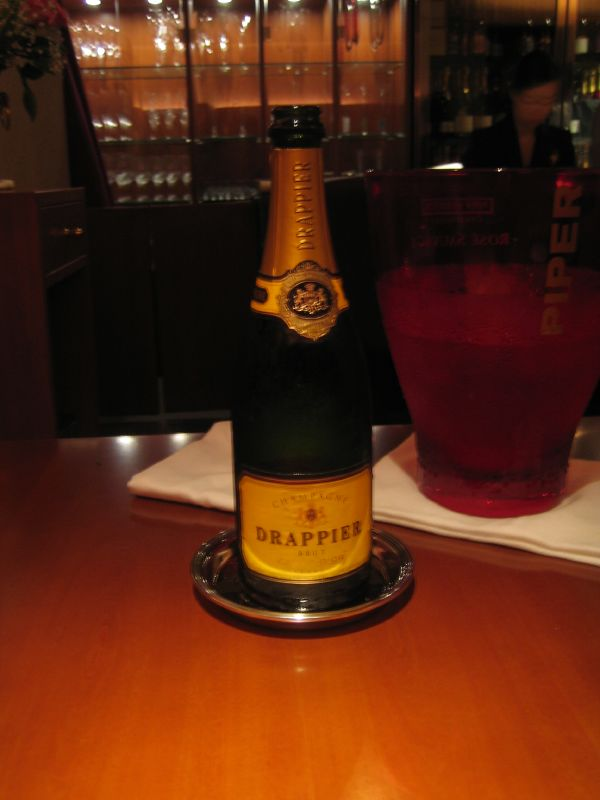
Présentation d'une bouteille Drappier brut au salon de champagne Vionys de Ginza à Tokyo (Japon).
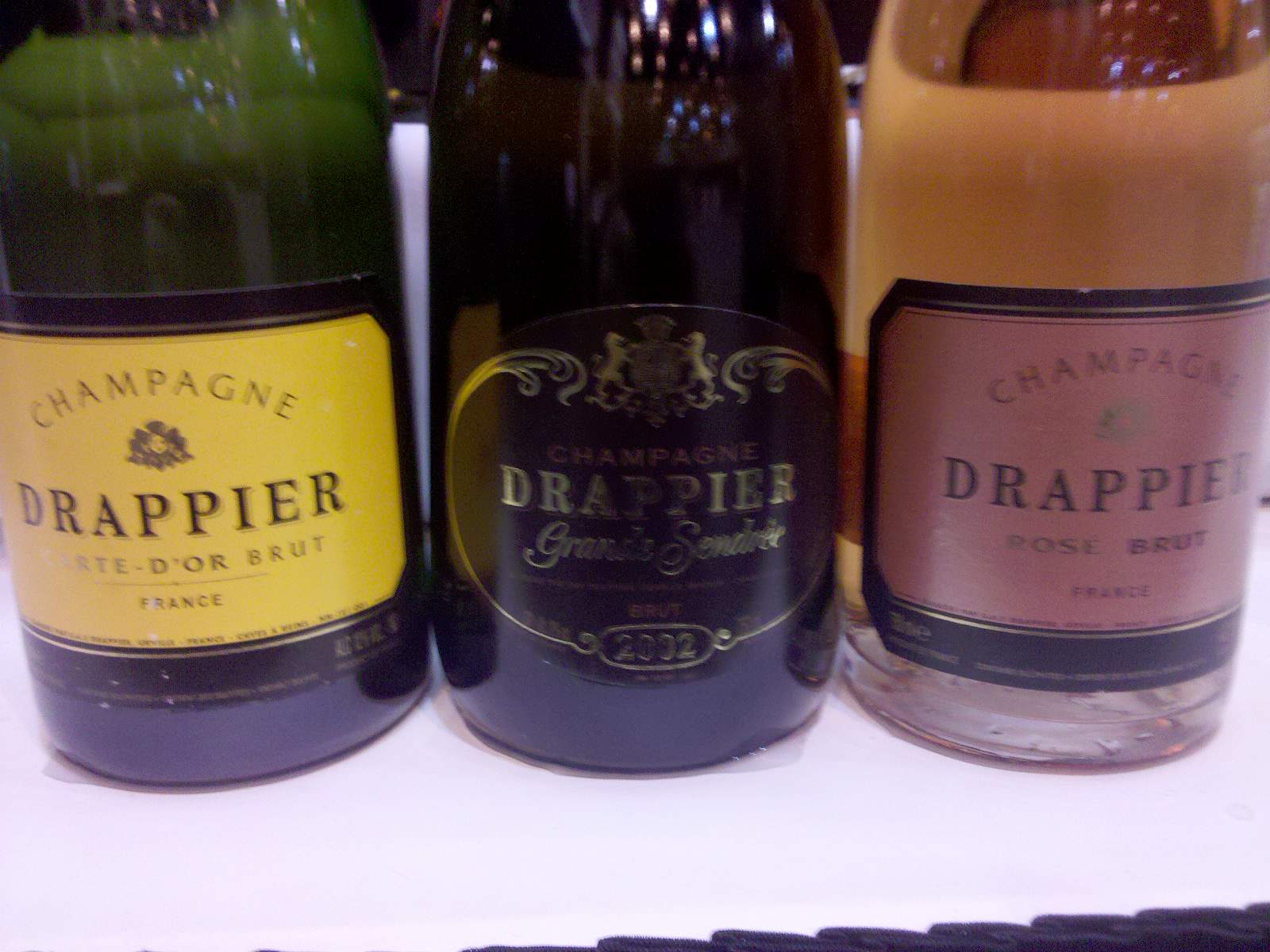
Drappier : Carte d'Or Brut, Grande Sendrée Brut 2002 et Rosé Brut.